# NIS code

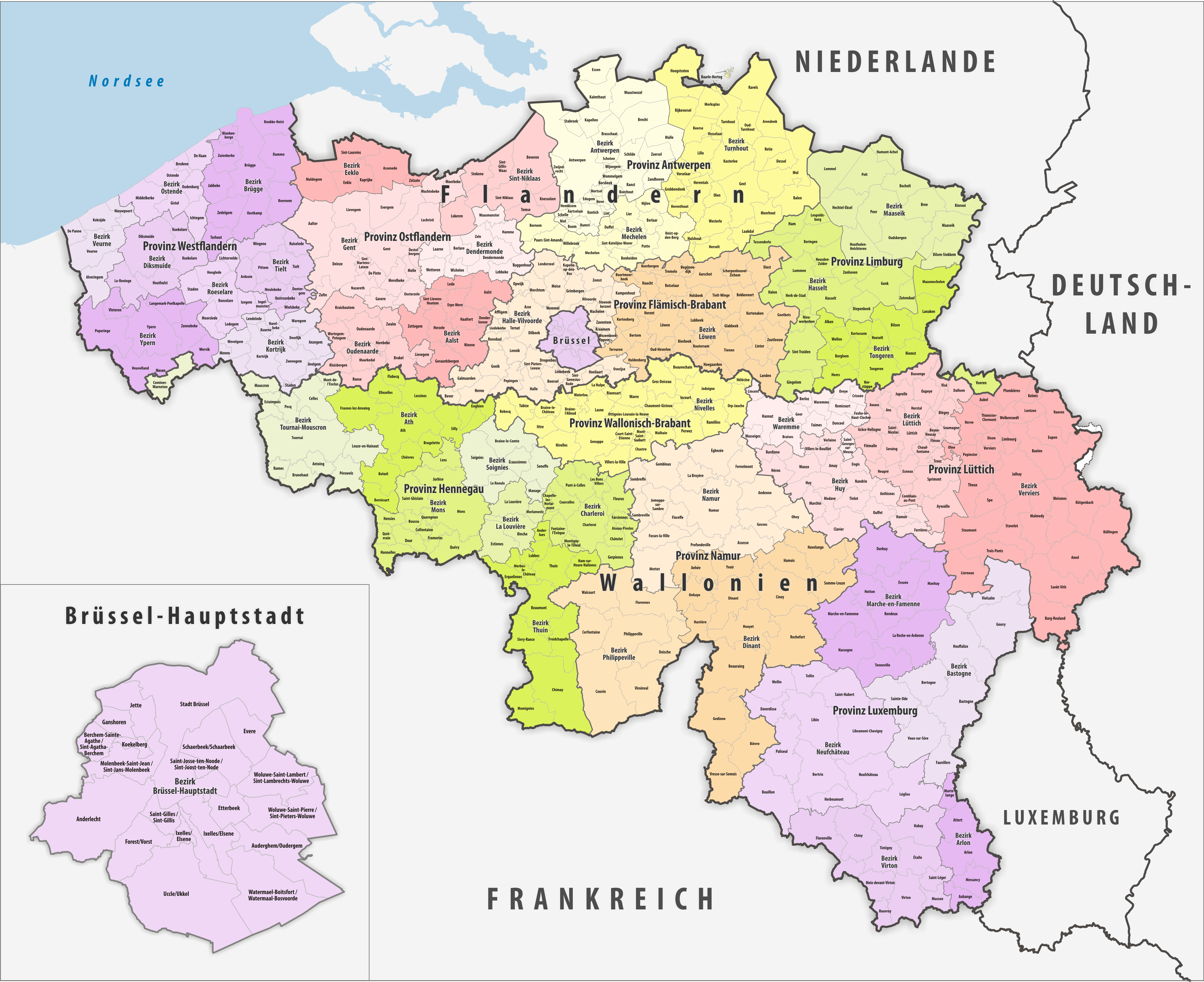
Regionen, Provinzen, Bezirke und Gemeinden Belgiens Stand 2019

Der NIS code ist ein alphanumerischer Code für die regionalen Gebiete Belgiens.
Dieser Code wird für statistische Zwecke in Belgien verwendet. Der Code wurde Mitte der 1960er Jahre von der Statistik Belgien entwickelt. Er wurde erstmals für die Volkszählung von 1970 verwendet.

## Aufbau des Codes
Der NIS-Code besteht aus 5 Ziffern:
- Die erste Nummer identifiziert die Provinz. Wenn auf diese Ziffer 4 Nullen folgen, identifiziert dieser Code die gesamte Provinz. Beispiel: 70000 identifiziert die Provinz Limburg.
- Die zweite Ziffer identifiziert den Bezirk innerhalb dieser Provinz. Wenn nach den beiden ersten Ziffern drei Nullen vorhanden sind, identifiziert dieser Code den gesamten Bezirk. Beispiel: 71000 identifiziert den Bezirk Hasselt.
- Die letzten drei Ziffern identifizieren die Gemeinde innerhalb des Bezirkes eindeutig. Beispiel: 71066 identifiziert Zonhoven.

## Spezialfälle
- Das Land Belgien erhielt den Code 01000.
- Die drei Regionen erhielten die Codes 02000 für Flandern, 03000 für Wallonien und 04000 für die Hauptstadtregion Brüssel.
- 1995 wurde die Provinz Brabant mit der ersten Ziffer 2 in Flämisch-Brabant und Wallonisch-Brabant geteilt. Flämisch-Brabant erhielt den Code 20001 und Wallonisch Brabant erhielt den Code 20002. Die Bezirke behielten ihre alten Codes.
- Die Provinzen und Gemeinden von Brüssel sind alphabetisch nach ihrem französischen Namen sortiert.